# Daeboreum
Daeboreum (대보름) är en högtid i Korea som firar den första fullmånen under det nya året. Dagen inträffar alltid den 15 januari enligt månkalendern. År 2015 är detta den 5 mars enligt gregorianska kalendern och år 2016 kommer det vara den 22 februari.

## Bakgrund
Anledningen till att den första fullmånen anses vara viktig i Korea och flera andra östasiatiska länder är därför man ansåg att månens växande över tid påminde om sina spannmåls växande i fälten. Ju större månen växte desto större växte deras sädesslag.
Daeboreum betyder "stor fullmåne". Ett annat namn för den här dagen är "Jeongwol Daeboreum" (정월 대보름) där Jeongwol betyder "första måndaden", dvs. den första månden i månkalendern.

## Tradition
Den här dagen är natthimlen ljusare på grund av den stora månen och i många byar hålls festivaler som inleds med ett evenemang som kallas "Dalmaji" (달맞이), vilket betyder "välkomnande av månen". Man leker även något som kallas "Jwibulnori" (쥐불놀이), vilket betyder "liten eld lek".
En speciell mat som familjen äter tillsammans på Daeboreum är Ogokbap (오곡밥), en rätt gjord på fem ingredienser därav namnet. Normalt sett äter människor tre måltider per dag men på Daeboreum är det tradition med att äta vid nio olika tillfällen under dagen. Det sägs också att om man äter tillsammans med tre familjer ger det mer lycka än att äta själva.
I storstäderna kan man fira Daeboreum på andra sätt som exempelvis genom att samlas och skriva önskningar på bitar av papper. Man binder sedan fast lappen i ett halmsnöre och tänder därefter eld på den.